# 슈타우바흐 폭포
슈타우바흐 폭포(독일어: Staubbachfall)는 스위스의 폭포로, 베른고원의 라우터브루넨 서쪽에 있다. 폭포는 바이스 뤼치네 위의 돌출된 절벽으로 연결된 계곡으로 297m 높이로 떨어진다.
계곡의 암벽에 다다르면 하천은 너무 높은 폭포를 형성하여 계곡의 높이에 도달하기 전에 거의 물결에 휩쓸려 내려간다. 비가 온 후, 그리고, 눈이 녹는 계절 초반에 슈타우바흐 폭포는 매우 인상적이다. 이때 폭포 위의 하천의 유속은 물을 벼랑 밖으로 운반하기에 충분하며, 전체 덩어리는 가장 부드러운 산들바람으로 이리저리 흔들리는 스프레이와 구름 사이의 액체 먼지 상태로 하강한다. 건조한 여름에 물 공급이 많이 감소하면 그 영향은 비교적 미미하다.
1779년 요한 볼프강 폰 괴테의 방문은 그의 시 〈물 위 영혼의 노래〉에 영감을 주었다.
폭포는 1930년대 3센트 스위스 우표에 등장했다.

## 같이 보기
- 트뤼멜바흐 폭포